# José Reinaldo de Lima
José Reinaldo de Lima (11 de gener de 1957) és un exfutbolista brasiler.

## Selecció del Brasil
Va formar part de l'equip brasiler a la Copa del Món de 1978. Destacà com a futbolista del Clube Atlético Mineiro.